# Coleophora ditella
Coleophora ditella é uma espécie de mariposa do gênero Coleophora pertencente à família Coleophoridae.